# Archbolds newtonia
De  Archbolds newtonia (Newtonia archboldi)  is een zangvogel uit de familie Vangidae (vanga's). Deze vogel is genoemd naar de Amerikaanse zoöloog en filantroop Richard Archbold (1907-1976).

## Verspreiding en leefgebied
De soort is endemisch in het doornig struikgewas van Madagaskar, de zuidelijkste ecoregio van Madagaskar.

## Status
De grootte van de populatie is niet gekwantificeerd maar de soort wordt omschreven als plaatselijk vrij algemeen. Op de Rode lijst van de IUCN heeft deze soort de status niet bedreigd.